# تايلور لوتنر
تايلور دانيال لوتنر (بالإنجليزية: Taylor Daniel Lautner)‏ (مواليد 11 فبراير 1992) ممثل أمريكي وفنان عسكري.
انطلقت مهنته كممثل مشهور في عام 2008، بدور جاكوب بلاك في سلسلة الافلام الناجحة الشفق، وأيضاً اشتهر بأدواره في الأفلام العائلية، كالولد القرش وفتاة الحمم البركانية، الأرخص بالدستة، كما أنه ظهر في المسرحية الكوميدية الحب، والشركة.

## بداية الحياة
ولد لوتنر في جراند رابيدز ميشيجان وهو ابن ديبورا التي تعمل في شركة لتطوير البرمجيات ودانيال لوتنر الذي يعمل طيار في شركة طيران تجارية.ومعظم نسبه من هولندا وفرنسا وألمانيا وبعض الأصول الأمريكية تحديدا اوتاوا وبوتاواتومى وهم من نسب والدته ولديه شقيقة اصغر سنا تدعى ماكينا
لوتنر يعتبر فنان عسكري بارع درس الكاراتيه من عمر ستة اعوام إلى ثلاثة عشر عاما وعندما كان في الحادية عشر من عمره احتل المرتبة رقم واحد في العالم لحزام ناسكا الأسود وفتح اشكال، النماذج الموسيقية، الأسلحة التقليدية، الأشكال التقليدية وفي الثانية عشر من عمره حصل على بطولة العالم للناشئين

## المهنة
بدأ لوتنر التمثيل عام 2001 وذلك بظهوره في الفيلم التليفزيونى المصمم خصيصا وهو غضب الظلو بعد ذلك كان له ادوار في سلسلة سمر لاند عرض البيرنى ماك وزوجتى وأطفالي كما أنه ظهر في عدد من البرامج التلفزيونية والأفلام الأخرى بما فيهم نيك وتشكيلة ساعة جيسيكا كما أنه ظهر بشخصيته الطبيعية في معظم عروض الأطفال اموهوبين في أمريكا بالإضافة إلى التليفزيون فلقد كان لوتنر ناجح جدا في الصوت عبر العمل وقد حجز لوتنر ادوار متكررة كيونج بلاد في كرتون دانى فانتوم وقد سجل حلقات ماهو جديد سكوبى دووالفتوة وتشارلى براون كما حجز تايلور سلسلة منتظمة من عرض تجريبى يسمى اطريق الوصول إلى الأعلى بالإضافة إلى التعبير بالصوت عن شخصية سيلاس في سلسلة الرسوم المتحركة سيلاس وبريتانى
ولقد جاءت انطلاقته الكبرى عام 2005 وهو في الثالثة عشر من عمره فلقد فاز بدور الولد القرش في فيلم روبرت رودريجيز ومغامرات الولد القرش وفتاة الحمم البركانية هم الذين عرضوا له مهارات فنون الدفاع عن النفس وقد امضى ثلاثة شهور في موقع اوستن وتكساس للتصوير وفي غضون أشهر نجح في الاختبار لأداء دور ايليوت نجل بيكر في ارخص بالدستة
وفي أكتوبر عام 2008 لعب لوتنر دور ابن كريستيان سلاتر في السلسلة التليفزيونية بلدى اسوأ عدو لنفسها حتى الغى العرض بعد تسع حلقات ثم لعب لوتنر دور شخصية امريكى الأصل يعقوب الأسود في فيلم الشفق والفيلم مأخوذ من رواية ستيفنى ميرو بسبب التغيرات الجسدية الكبرى التي تحدث في شخصية يعقوب الأسود طوال هذه السلسلة، كم ان مخرج الشفق اعتبر القمر الجديد استبدال للوتنر بممثل آخر في فيلم آخر في محاولة للحفاظ على دور ووزن لوتنر مدربة وتدريبه بشكل كبير وحصل على ما يقرب من 30 مليون جنيه. لأن لوتنر سيتم إعادة فتح دوره كيعقوب في القمر الجديد كما أن لوتنر كان من ممثلى فيلم عيد الحب بدور تيلر هارينتون

## تاريخه المهنى
| السنة | العنوان                                      | الدور              | النوع          | الملاحظات |
| ----- | -------------------------------------------- | ------------------ | -------------- | --- |
| 2001  | غضب الظل                                     | القسمه (الطفل)     | فلم سينمائي    | |
| 2003  | برنامج بيرني ماك شو                          | آرون               | مسلسل تلفزيونى | |
| 2004  | زوجتي وأطفالي                                | تايرون             | مسلسل تلفزيونى | |
| 2004  | سمرلاند                                      | الولد على الشاطئ   | مسلسل تلفزيونى | |
| 2005  | أرخص من دزينة 2                              | إليوت              | فلم سينمائي    | |
| 2005  | داني الشبح                                   | يونغبلود           | رسوم متحركة    | |
| 2005  | مراواغات البطة                               | ريجي اسرشتاين      | رسوم متحركة    | |
| 2005  | مغامرات الولد القرش وفتاة الحمم البركانية 3D | الولد القرش        | فلم سينمائي    | |
| 2005  | مغامرات سكوبي دو                             | دينيس / نيد        | رسوم متحركة    | |
| 2006  | الحب، والشركة                                | اوليفر             | مسرحية كوميدية | |
| 2006  | انه الفتوة، تشارلي براون                     | جو العقيق - الفتوة | رسوم متحركة    | |

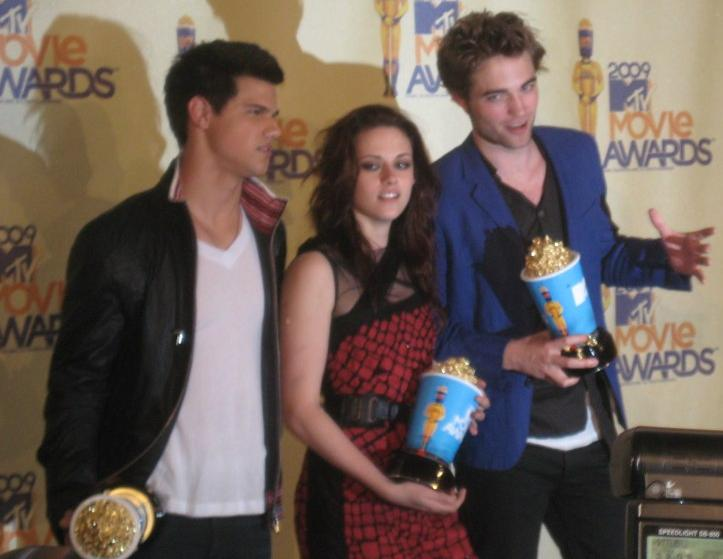
لوتنر مع أبطال فلم الشفق، كريستين ستيوارت وروبرت باترسون، في حفل توزيع جوائز ام تي السينمائي في 2009.

| 2008  | الشفق                                        | جاكوب بلاك         | فلم سينمائي    | حفل جوائز اختيار الجمهور ل Favorite Breakout Actor Scream Award for Male Breakout Performance ترشح - MTV Movie Award for Breakthrough Performance – Male ترشح - Teen Choice Award for Choice Fresh Face Male |
| 2008  | بلدي أسوأ عدو                                | جاك سبيفى          | مسلسل تلفزيونى | |
| 2009  | ملحمة الشفق: قمر جديد                        | جاكوب بلاك         | فلم سينمائي    | جائزة اختيار الأولاد الممثل المفضل في فلم جائزة اختيار الأولاد للثنائي الجذاب مع (كريستين ستيوارت) ترشح - لجائزة التوتة الذهبية لأسوأ ثنائي مع (كريستين ستيوارت)                                             |
| 2010  | عيد الحب                                     | تايلر هارينتون     | فلم سينمائي    | ترشح - لجائزة ام تي في السينمائي لأفضل قبلة (مع تايلور سويفت) |
| 2010  | ملحمة الشفق: خسوف                            | جاكوب بلاك         | فلم سينمائي    | |
| 2011  | اختطاف                                       | ناثان              | فلم سينمائي    | |
| 2011  | ملحمة الشفق: بزوغ الفجر الجزء الأول          | جاكوب بلاك         | فلم سينمائي    | ما قبل الإنتاج |

## وصلات خارجية
- تايلور لوتنر على موقع IMDb (الإنجليزية)
- تايلور لوتنر على موقع ميتاكريتيك (الإنجليزية)
- تايلور لوتنر على موقع روتن توميتوز (الإنجليزية)
- تايلور لوتنر على موقع ألو سيني (الفرنسية)
- تايلور لوتنر على موقع ميوزك برينز (الإنجليزية)
- تايلور لوتنر على موقع تيرنر كلاسيك موفيز (الإنجليزية)
- تايلور لوتنر على موقع أول موفي (الإنجليزية)
- تايلور لوتنر على موقع بوكس أوفيس موجو (الإنجليزية)
- تايلور لوتنر على موقع قاعدة بيانات الأفلام السويدية (السويدية)
- تايلور لوتنر على موقع إن إن دي بي (الإنجليزية)